# تسويوشي هاكاكو
تسويوشي هاكاكو (باليابانية: 八角 剛史) (20 أبريل 1985 في ايشيكاوا في اليابان – )؛ هو لاعب كرة قدم ياباني سابق كان يلعب كلاعب وسط.

## وصلات خارجية
- تسويوشي هاكاكو على موقع رابطة كرة القدم اليابانية للمحترفين (اليابانية)
- تسويوشي هاكاكو على موقع قاعدة بيانات كرة القدم.إي يو (الإنجليزية)
- تسويوشي هاكاكو على موقع Soccerway.com (الإنجليزية)
- تسويوشي هاكاكو على موقع عالم كرة القدم.نت (الإنجليزية)